# Sloboda-Kuharska, Ivankiv
Sloboda-Kuharska (în ucraineană Слобода-Кухарська) este un sat în comuna Zaruddea din raionul Ivankiv, regiunea Kiev, Ucraina.

## Demografie
Componența lingvistică a localității Sloboda-Kuharska
     Ucraineană (100%)
Conform recensământului din 2001, toată populația localității Sloboda-Kuharska era vorbitoare de ucraineană (100%).